# Anna Elendt
Anna Charlott Darcel Elendt (Dreieich, 4 settembre 2001) è una nuotatrice tedesca.

## Carriera
Specializzata nella rana, ha vinto la medaglia d'argento nei 100 m rana ai mondiali di Budapest 2022 ed è salita sul gradino più alto del podio nella medesima specialità tre anni dopo a Singapore.

## Palmarès
- Mondiali

Budapest 2022: argento nei 100m rana.
Singapore 2025: oro nei 100m rana.
- Mondiali in vasca corta

Melbourne 2022: bronzo nei 100m rana.
- Europei giovanili

Helsinki 2018: argento nei 50m rana, bronzo nei 100m rana e nella 4x100m misti.